# 女武神 (漫威漫畫)
女武神（英語：Valkyrie，又名瓦爾基麗），本名布倫希爾德（Brunnhilde），是漫威漫畫中的虛構女超級英雄角色，原形為北歐神話中的女武神布倫希爾德，由作家羅伊·湯瑪斯和藝術家約翰·巴斯馬所創作。女武神首次於《復仇者聯盟》#83中登場。
IGN將女武神列為復仇者首五十強排名第30名，《Comics Buyer's Guide》中100位最性感女性中排名第65名。

## 人物
女武神是阿斯嘉特的戰士，女武神軍團（盾女部隊）的領袖，以其在戰鬥中的英勇行為而聞名，她經常帶著她的飛馬飛馬阿拉岡（Aragorn），視飛馬為自己不離不棄的夥伴，並手持一把名叫「龍牙（Dragonfang）」的魔法劍進行戰鬥。

## 其他媒體

### 電影
- 《綠巨人大戰（英语：Hulk Vs）》：由妮可·奧利佛配音。
- 《雷神索爾前傳（英语：Thor: Tales of Asgard）》：由凱西·薇瑟樂克配音。
- 漫威電影宇宙：由泰莎·湯普森飾演女武神[3]。
  - 《雷神索爾3：諸神黃昏》（2017年）
  - 《復仇者聯盟4：終局之戰》（2019年）
  - 《雷神索爾：愛與雷霆》（2022年）
  - 《驚奇隊長2》（2023年）：客串

### 電視
- 《Q版大英雄》：由蜜雪兒·柴藤伯配音[4]。
- 《復仇者聯盟：史上最強英雄戰隊》：由柯琳·維拉德（英语：Colleen Villard）配音。
- 漫威電影宇宙：由泰莎·湯普森回歸飾演女武神。
  - 《無限可能：假如…？》第三季（2024年）：動畫劇集，配音演出。

### 遊戲
- 《Marvel：終極聯盟（英语：Marvel: Ultimate Alliance）》，由妮卡·福特曼（英语：Nika Futterman）配音。
- 《漫威超級英雄戰隊（英语：Marvel Super Hero Squad Online）》，由格蕾·德莱勒配音。
- 《Marvel：復仇者聯盟（英语：Marvel: Avengers Alliance）》
- 《漫威英雄 Online》，由蜜雪兒·亞瑟（英语：Michelle Arthur）配音。玩家創角時可選擇女武神為遊戲角色，或另付費購買。
- 《樂高：復仇者聯盟（英语：Lego Marvel's Avengers）》，由瑪麗·伊莉莎白·麥格林（英语：Mary Elizabeth McGlynn）配音。
- 《漫威：未來之戰》：手機遊戲，女武神是玩家可使用角色之一。

## 外部連結
- Valkyrie（页面存档备份，存于） 漫畫書數據庫
- Valkyrie（页面存档备份，存于） 超級英雄數據庫
- Marvel Comics Database: Valkyrie（页面存档备份，存于）